# The Juniper Tree (film)
The Juniper Tree – islandzki film w reżyserii Nietzchki Keene, oparty na baśni „Krzak jałowca” braci Grimm. Nominowany w kategorii najlepszy film dramatyczny podczas Sundance Film Festival w 1990.   

## Fabuła
Czarno-biały dramat z elementami fantasy oparty na jednej z baśni braci Grimm opublikowanej w 1812, w pierwszym tomie  zbioru Baśni. Film osadzony w epoce średniowiecza, opowiada o dwóch siostrach, które przeżyły po ukamienowaniu i spaleniu matki (Guðrún Gísladóttir) uznanej za czarownicę. Margit (Björk) i jej starsza siostra Katli (Bryndis Petra Bragadóttir), uciekają z domu i udają się do miejsca, gdzie nikt ich nie zna. Katli używa magicznych mocy aby uwieść Jóhanna (Valdimar Örn Flygenring). Poślubia owdowiałego mężczyznę, który ma kilkunastoletniego syna Jónasa (Geirlaug Sunna Þormar) z poprzedniego małżeństwa. Margit i Jónas zostają przyjaciółmi. Jednak Jónas nie akceptuje Katli jako swojej macochy i stara się przekonać ojca, by ją opuścił. Magiczna moc Katli jest zbyt silna i nawet jeśli Jóhann wie, że powinien ją opuścić, nie może. Matka Margit pojawia się w jej wizjach, a matka Jónasa pojawia się jako kruk i przynosi mu magiczne pióro.

## Zapomniane dzieło
Film nakręcony został w wulkanicznym krajobrazie Islandii w 1986. Jest pierwszym znaczącym filmem piosenkarki Björk, w momencie produkcji filmu miała 21 lat. W związku z problemami finansowymi, The Juniper Tree został wydany dopiero w 1990. Swoją premierę miał na Sundance Film Festival, w czasie gdy Björk stała się znana jako wokalista zespołu The Sugarcubes. Mistyczny film szybko stał się zapomnianym arcydziełem. Jego znaczenie artystyczne stało się widoczne dopiero po upływie czasu, a wizjonerstwo Nietzchki Keene zostało docenione. The Wisconsin Center for Film and Theater Research (WCFTR), jedno z największych na świecie archiwów materiałów badawczych związanych z przemysłem rozrywkowym, otrzymał grant w wysokości 94 000 dolarów USA od George Lucas Family Foundation i The Film Foundation, organizacji utworzonej w 1990 przez znanych reżyserów i aktorów, m.in.: Martina Scorsese, Woody Allena i Roberta Altmana, w celu renowacji i zachowania materiałów dźwiękowych i wizualnych ważnych dla historii przemysłu filmowego. Jakość filmu, obecnie dostępnego jedynie na kliszy 35mm i słabych kopiach wideo i cyfrowych, zostanie poprawiona przez WCFTR, przy wykorzystaniu oryginalnego audio i negatywu, a następnie zostanie zarchiwizowany.  

## Główne role
- Björk jako Margit
- Valdimar Örn Flygenring jako Jóhann
- Guðrún Gísladóttir jako Matka
- Bryndis Petra Bragadóttir jako Katla
- Geirlaug Sunna Þormar jako Jónas